# Mesochorus pilosus
Mesochorus pilosus är en stekelart som beskrevs av Dasch 1974. Mesochorus pilosus ingår i släktet Mesochorus och familjen brokparasitsteklar. Inga underarter finns listade i Catalogue of Life.